# 山口いづみ (漫画家)
山口 いづみ（やまぐち いづみ、2月24日 - ）は、日本の少女漫画家。島根県出身・名古屋市在住。血液型はO型。
まだ学生であったころに『別冊マーガレット』にて「Raindrop」でデビュー。

## 作品リスト
全て集英社、マーガレットコミックスから刊行されている。
- HAPPY DAYS（2003年）
- ビターチョコレイト（2004年）
- ロマンチストベイビー（2005年）
- 恋愛幸福論（2006年）
- キリン（2007年）
- アカンサス（2008年）
- ハルフウェイ[3]（2009年）
- ドミノ（2010年）
- 思い出のとき修理します（原作：谷瑞恵、『Cocohana』2013年2月号別冊ふろく『思い出のとき修理します』[4] - 2018年10月号[5][6]、全6巻）

### 単行本未収録作品
- 夜が明ける[7][8]（『Cocohana』2012年12月号）
- 幸福のハトとカラス（『Cocohana』2023年3月号[9]）
- はらぺこフルコース〜最高の晩餐〜（『Cocohana』2025年6月号[10] - 2025年8月号[11]） - 短期集中連載[10]。

## キャラクターデザイン
- 乙女デスク（モバイルゲーム）